# Kiatari, buscando la luna
Kiatari, buscando la luna es una telenovela peruana producida por Proa S.A. (Productores Asociados S.A.) y transmitida por ATV Canal 9.

## Sinopsis
Una chica desprotegida que parte hacia la capital, dejando atrás su vida en un albergue de la selva peruana llamado Kiatari ( palabra dialectal que significa "buscando la luna"). Llegará a una ciudad hostil y una casa donde no es bien recibida por los miembros de la  familia que la acogen.
Lo que desconocen es que no sólo es la protegida del patriarca de la familia, sino la hija no reconocida que llegará a disputar lo que por ley le corresponde.

## Reparto
- Gianfranco Brero
- Élide Brero[7]
- Pilar Brescia[8]
- Gustavo Bueno Wunder
- Marta Cano
- Carlos Cisneros
- Octavio Santa Cruz
- Mónica Domínguez
- Etty Elkin
- Martín Farfán
- María Teresa Gagadorca
- Nora Guzmán
- Ana María Jordán
- Paul Martin
- Naters de Julio
- Aristóteles Picho
- Graciela Pomar
- Ivonne Rincón
- Hernán Romero
- Ximena Ruiz Rosas
- Nelson Ruiz
- Danae Sacovértiz
- Rafael Santa Cruz
- Franco Scavia
- Sara Silva
- Alberto Soler
- Fernando Vázquez
- Toño Vega
- Carlos Victoria
- Enrique Victoria